# Arplan
Die Arplan (Abk. für: Arbeitsgemeinschaft zum Studium der sowjetrussischen Planwirtschaft) war eine im Januar 1932 gegründete Studiengesellschaft deutscher Wissenschaftler zur Erforschung der theoretischen Grundlagen und praktischen Auswirkungen der Planwirtschaft in der Sowjetunion. Unterstützt wurde sie von der sowjetischen Botschaft. Sie existierte bis zur Machtergreifung der Nationalsozialisten.

## Aufbau und Ziele
Vorsitzender war Friedrich Lenz. Erster Sekretär war Arvid Harnack. Dem Vorstand gehörten u. a. Stephan Bauer, Henryk Grossmann, Otto Hoetzsch und Adolf Grabowsky an. Zu ihrer Gründung hatte sie 50 Mitglieder.
Die sowjetische Botschaft verfolgte mit ihr nach Mick das Ziel, deutsche Intellektuelle zu gewinnen sowie die Planwirtschaft zu propagieren. Sie verfolgte ähnliche Ziel wie mit der Gesellschaft der Freunde des neuen Rußland, die aber mehr auf dem kulturpolitischen Gebiet arbeitete. 7 Mitglieder traten wegen der prosowjetischen Tendenz der Arplan wieder aus.

## Aktivitäten
Ihr Arbeitsplan sah Vorträge, Aussprachen, Kontakte mit sowjetischen Wissenschaftlern, Universitätsvorlesungen, Studienreisen, wissenschaftliche Publikationen vor. Im August 1932 fand die zweite Reichstagung der Arplan statt. 24 Mitglieder unternahmen im Sommer 1932 eine dreiwöchige Studienreise durch die Sowjetunion.